# Andrija Žižić
Andrija Žižić (Spalato, 14 gennaio 1980) è un ex cestista croato.
È il fratello maggiore di Ante Žižić.

## Carriera

### Club
Nella sua carriera professionistica Žižić ha vestito le casacche dello Spalato, del Cibona Zagabria, del Barcellona e dell'Olympiakos. Dall'estate 2007 rimane ad Atene per indossare però la canotta verde del Panathinaikos fresco campione d'Europa.
Con il Cibona ha vinto due campionati croati, nel 2003 e nel 2004; inoltre, nella stagione 2002-03, è stato il miglior rimbalzista della Lega Adriatica, con una media di 8,2 rimbalzi a gara.
Nel 2008 si trasferisce al Galatasaray, quindi la sua carriera continua tra Saragozza, un primo ritorno a Zagabria sponda Cedevita, un'esperienza in Francia all'ASVEL, una veloce seconda parentesi al Cedevita e il passaggio al Cibona Zagabria. Nel gennaio 2014 firma in Kazakistan per il BK Astana, ma solo un mese più tardi torna a calcare i parquet di Eurolega con l'ingaggio da parte del Maccabi Tel Aviv. Insieme alla squadra israeliana Žižić si laurea campione d'Europa 2013-2014 vincendo le Final Four di Milano, pur rimanendo in panchina per tutta la durata della finalissima.
Nell'estate 2014 accetta l'offerta della Fulgor Libertas Forlì nel campionato di Serie A2 Gold, torneo in cui gioca solo 8 partite per via dei problemi societari del club romagnolo.

### Nazionale
È stato membro della Nazionale croata, pur non avendo preso parte all'EuroBasket 2007. Con la selezione croata giovanile ha vinto la medaglia d'argento all'Europeo Juniores 1998 e la medaglia di bronzo al Mondiale Juniores 1999.

## Palmarès

### Club

#### Competizioni nazionali
- Campionato greco: 1

Panathinaikos: 2007-08
- Campionato croato: 2

Cibona Zagabria: 2011-12, 2012-13
- Campionato israeliano: 1

Maccabi Tel Aviv: 2013-14
- Coppa di Grecia: 1

Panathinaikos:	2007-08
- Coppa di Croazia: 1

Cibona Zagabria: 2013

#### Competizioni internazionali
- Eurolega: 1

Maccabi Tel Aviv: 2013-14